# Itarissa singularis
Itarissa singularis är en insektsart som beskrevs av Piza Jr. 1950. Itarissa singularis ingår i släktet Itarissa och familjen vårtbitare. Inga underarter finns listade i Catalogue of Life.